# Françoise Schein
Françoise Schein (Bruxelas, 1953) é uma arquiteta e artista plástica da Bélgica.

## Biografia

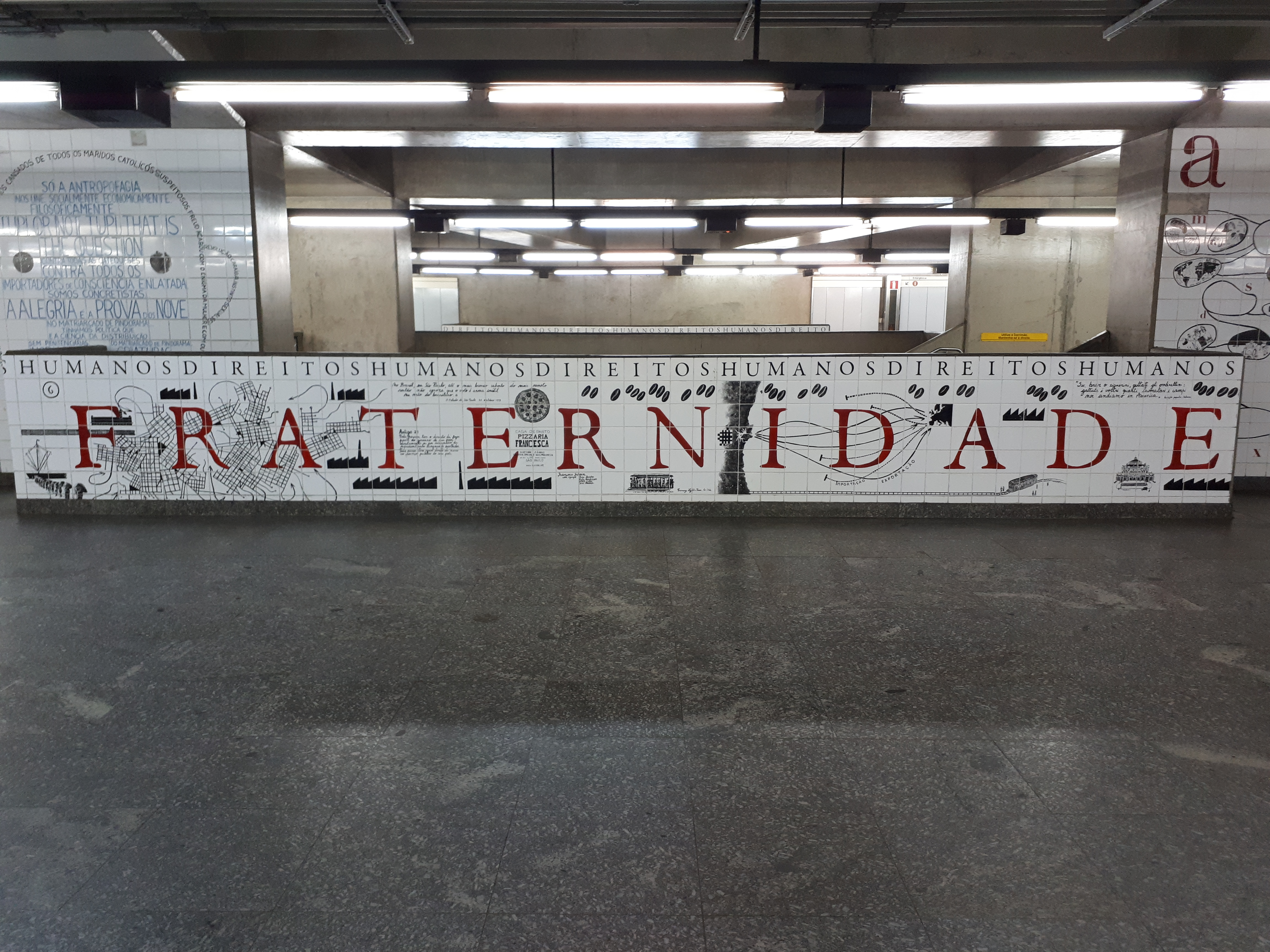
Inscrever os Direitos Humanos na Estação Luz do Metrô de São Paulo.

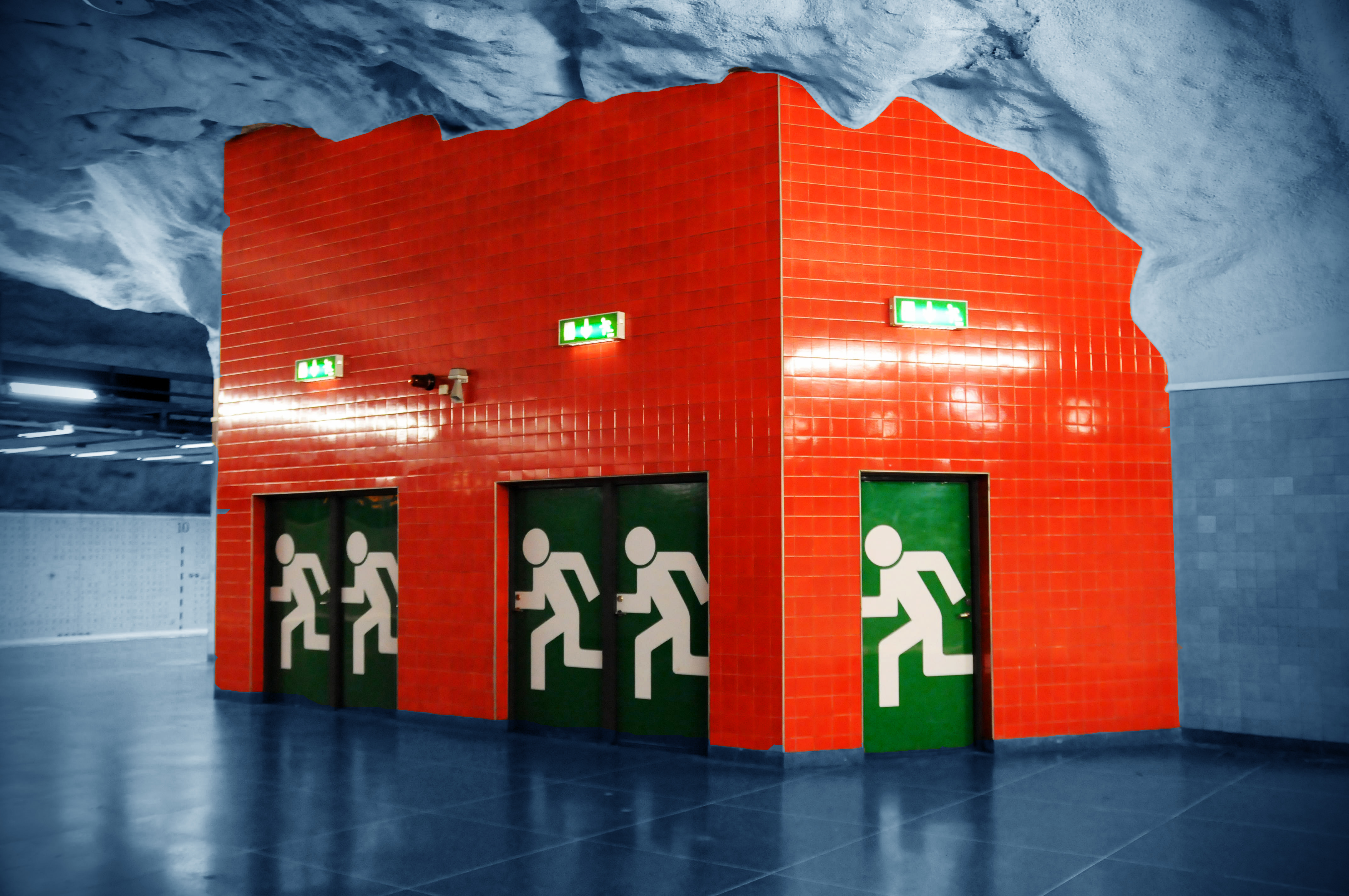
Saída de emergência em uma estação do Metropolitano de Estocolmo.

É formada em Arquitetura e Urbanismo pela Escola de Artes Visuais e Arquitetura La Cambre na Bélgica, e obteve o seu mestrado em Design Urbano e Arquitetura na Columbia University de Nova York. É professora catedrática de arte na Escola Superior de Artes e Ofícios (ESAM) em Caen.
Uma de suas obras Inscrever os Direitos Humanos na Estação Luz do Metrô no Metrô de São Paulo.